# Apachekolos flaventis
Apachekolos flaventis är en tvåvingeart som beskrevs av Scarbrough och Perez-gelabert 2005. Apachekolos flaventis ingår i släktet Apachekolos och familjen rovflugor. Inga underarter finns listade i Catalogue of Life.